# Bundestagsgremien (17. Deutscher Bundestag)
Neben dem Bundestagsausschüssen gab es mehrere Bundestagsgremien im 17. Deutschen Bundestag.

## Akustische Überwachung (Art. 13 VI GG)
Die Mitglieder waren:
| Mitglieder                   | Bundestagsfraktion    |
| ---------------------------- | --------------------- |
| Norbert Geis (Vorsitzender)  | CDU/CSU               |
| Reinhard Grindel             | CDU/CSU               |
| Ingo Wellenreuther           | CDU/CSU               |
| Elisabeth Winkelmeier-Becker | CDU/CSU               |
| Gabriele Fograscher          | SPD                   |
| Burkhard Lischka             | SPD                   |
| Gisela Piltz                 | FDP                   |
| Frank Tempel                 | Die Linke             |
| Wolfgang Wieland             | Bündnis 90/Die Grünen |

## Finanzmarktstabilisierung
Der Bundestag wählte neun Mitglieder in das geheim tagende Gremium.
| Mitglieder                               | Bundestagsfraktion    |
| ---------------------------------------- | --------------------- |
| Ralph Brinkhaus                          | CDU/CSU               |
| Klaus-Peter Flosbach                     | CDU/CSU               |
| Bartholomäus Kalb (Stellv. Vorsitzender) | CDU/CSU               |
| Georg Schirmbeck                         | CDU/CSU               |
| Carsten Schneider                        | SPD                   |
| Carsten Sieling                          | SPD                   |
| Florian Toncar (Vorsitzender)            | FDP                   |
| Roland Claus                             | Die Linke             |
| Gerhard Schick                           | Bündnis 90/Die Grünen |

## Enquete-Kommissionen
In der 17. Wahlperiode gab es zwei Enquete-Kommission: Die Enquete-Kommission Wachstum, Wohlstand, Lebensqualität und die Enquete-Kommission Internet und digitale Gesellschaft haben jeweils zwischen 2010 und 2013 gearbeitet. Für eine vollständige Liste aller bisherigen Enquete-Kommissionen siehe: Liste der Enquete-Kommissionen des Deutschen Bundestags.

## G 10-Kommission (Brief, Post-, Fernmeldegeheimnis)
Die Mitglieder waren:
| Mitglieder                               | Parteizugehörigkeit | Stellvertreter | Parteizugehörigkeit |
| ---------------------------------------- | ------------------- | -------------- | ------------------- |
| Erwin Marschewski (Stellv. Vorsitzender) | CDU; kein MdB       | Rudolf Kraus   | CSU; kein MdB       |
| Hans de With (Vorsitzender)              | SPD; kein MdB       | Volker Neumann | SPD; kein MdB       |
| Rainer Funke                             | FDP; kein MdB       | Hartfrid Wolff | FDP; MdB            |
| Ulrich Maurer                            | DIE LINKE; MdB      | Bertold Huber  | kein MdB            |

## Kontrolle der Nachrichtendienste (Parlamentarisches Kontrollgremium - PKGr)
Die Mitglieder waren:
| Mitglieder                                   | Bundestagsfraktion    |
| -------------------------------------------- | --------------------- |
| Clemens Binninger                            | CDU/CSU               |
| Michael Grosse-Brömer (Stellv. Vorsitzender) | CDU/CSU               |
| Manfred Grund                                | CDU/CSU               |
| Hans-Peter Uhl                               | CDU/CSU               |
| Michael Hartmann                             | SPD                   |
| Fritz Rudolf Körper                          | SPD                   |
| Thomas Oppermann (Vorsitzender)              | SPD                   |
| Gisela Piltz                                 | FDP                   |
| Hartfrid Wolff                               | FDP                   |
| Steffen Bockhahn                             | Die Linke             |
| Hans-Christian Ströbele                      | Bündnis 90/Die Grünen |

## Kriegswaffenkontrolle, Außenwirtschaft (ZFdG)
Am 17. Dezember 2009 wurden vom Deutschen Bundestag neun seiner Mitglieder in das Gremium gewählt.
| Mitglieder                     | Bundestagsfraktion    |
| ------------------------------ | --------------------- |
| Axel Fischer                   | CDU/CSU               |
| Patricia Lips                  | CDU/CSU               |
| Stephan Mayer                  | CDU/CSU               |
| Ruprecht Polenz (Vorsitzender) | CDU/CSU               |
| Rolf Hempelmann                | SPD                   |
| Petra Hinz                     | SPD                   |
| Serkan Tören                   | FDP                   |
| Richard Pitterle               | Die Linke             |
| Konstantin von Notz            | Bündnis 90/Die Grünen |

## Parlamentarischer Beirat für nachhaltige Entwicklung
In der 12. Sitzung des 17. Deutschen Bundestages am 17. Dezember 2009 wurde der Antrag Einrichtung eines Parlamentarischen Beirats für nachhaltige Entwicklung der Fraktionen CDU/CSU, SPD, FDP und BÜNDNIS 90/DIE GRÜNEN (Drucksache 17/245) angenommen, und somit die Einrichtung des aktuellen Beirats.
Der Beirat umfasste 22 Mitglieder des Bundestages.
| Mitglieder                   | Parteizugehörigkeit | Stellvertreter               | Parteizugehörigkeit |
| ---------------------------- | ------------------- | ---------------------------- | ------------------- |
| Peter Aumer                  | CSU                 | Reinhard Brandl              | CSU                 |
| Steffen Bilger               | CDU                 | Helmut Heiderich             | CDU                 |
| Andreas Jung (Vorsitzender)  | CDU                 | Christian Hirte              | CDU                 |
| Günter Krings                | CDU                 | Georg Nüßlein                | CSU                 |
| Rüdiger Kruse                | CDU                 | Eckhard Pols                 | CDU                 |
| Katharina Landgraf           | CDU                 | Tankred Schipanski           | CDU                 |
| Daniela Ludwig (Obfrau)      | CSU                 | Jens Spahn                   | CDU                 |
| Philipp Murmann              | CDU                 | Marco Wanderwitz             | CDU                 |
| Marcus Weinberg              | CDU                 | Elisabeth Winkelmeier-Becker | CDU                 |
| Ingrid Arndt-Brauer (Obfrau) | SPD                 | Daniela Kolbe                | SPD                 |
| Ulrike Gottschalck           | SPD                 | Ute Kumpf                    | SPD                 |
| Gabriele Lösekrug-Möller     | SPD                 | Franz Müntefering            | SPD                 |
| Matthias Miersch             | SPD                 | Marlies Volkmer              | SPD                 |
| Kerstin Tack                 | SPD                 | N.N.                         |                     |
| Florian Bernschneider        | FDP                 | Christel Happach-Kasan       | FDP                 |
| Michael Kauch (Obmann)       | FDP                 | Judith Skudelny              | FDP                 |
| Johannes Vogel               | FDP                 | Florian Toncar               | FDP                 |
| Heidrun Dittrich             | DIE LINKE           | Agnes Alpers                 | DIE LINKE           |
| Jutta Krellmann              | DIE LINKE           | Eva Bulling-Schröter         | DIE LINKE           |
| Ralph Lenkert (Obmann)       | DIE LINKE           | Sabine Stüber                | DIE LINKE           |
| Cornelia Behm                | GRÜNE               | Sven-Christian Kindler       | GRÜNE               |
| Valerie Wilms (Obfrau)       | GRÜNE               | Ute Koczy                    | GRÜNE               |

## Wahlausschuss
Am 17. Dezember 2009 wurden vom Deutschen Bundestages zwölf seiner Mitglieder in das Gremium gewählt.
| Mitglieder                 | Bundestagsfraktion                      |
| -------------------------- | --------------------------------------- |
| Volker Kauder              | CDU/CSU                                 |
| Hans-Peter Friedrich       | CDU/CSU                                 |
| Michael Grosse-Brömer      | CDU/CSU                                 |
| Günter Krings              | CDU/CSU                                 |
| Andrea Astrid Voßhoff      | CDU/CSU                                 |
| Christine Lambrecht        | SPD                                     |
| Christian Lange            | SPD                                     |
| Brigitte Zypries           | SPD                                     |
| Otto Fricke                | FDP                                     |
| Stefan Ruppert             | FDP                                     |
| Renate Künast              | Bündnis 90/Die Grünen                   |
| Wolfgang Nešković (Leiter) | zunächst Die Linke, später fraktionslos |

### Diskussion um den Wahlausschuss
Die Wahl der Bundesverfassungsrichter durch den Wahlausschuss ist nicht unumstritten. Die Richter selbst erklärten sie in der 17. Wahlperiode am 19. Juni 2012 für verfassungsgemäß. Der Präsident des Bundestages Norbert Lammert schrieb am 17. Oktober 2012 in einem Artikel der FAZ dazu "[...] [I]m Vergleich zu den Ansprüchen des Bundesverfassungsgerichts zur unaufgebbaren parlamentarischen Gesamtverantwortung in anderen Angelegenheiten enttäuscht die Entscheidung."